# Assyrische mythologie

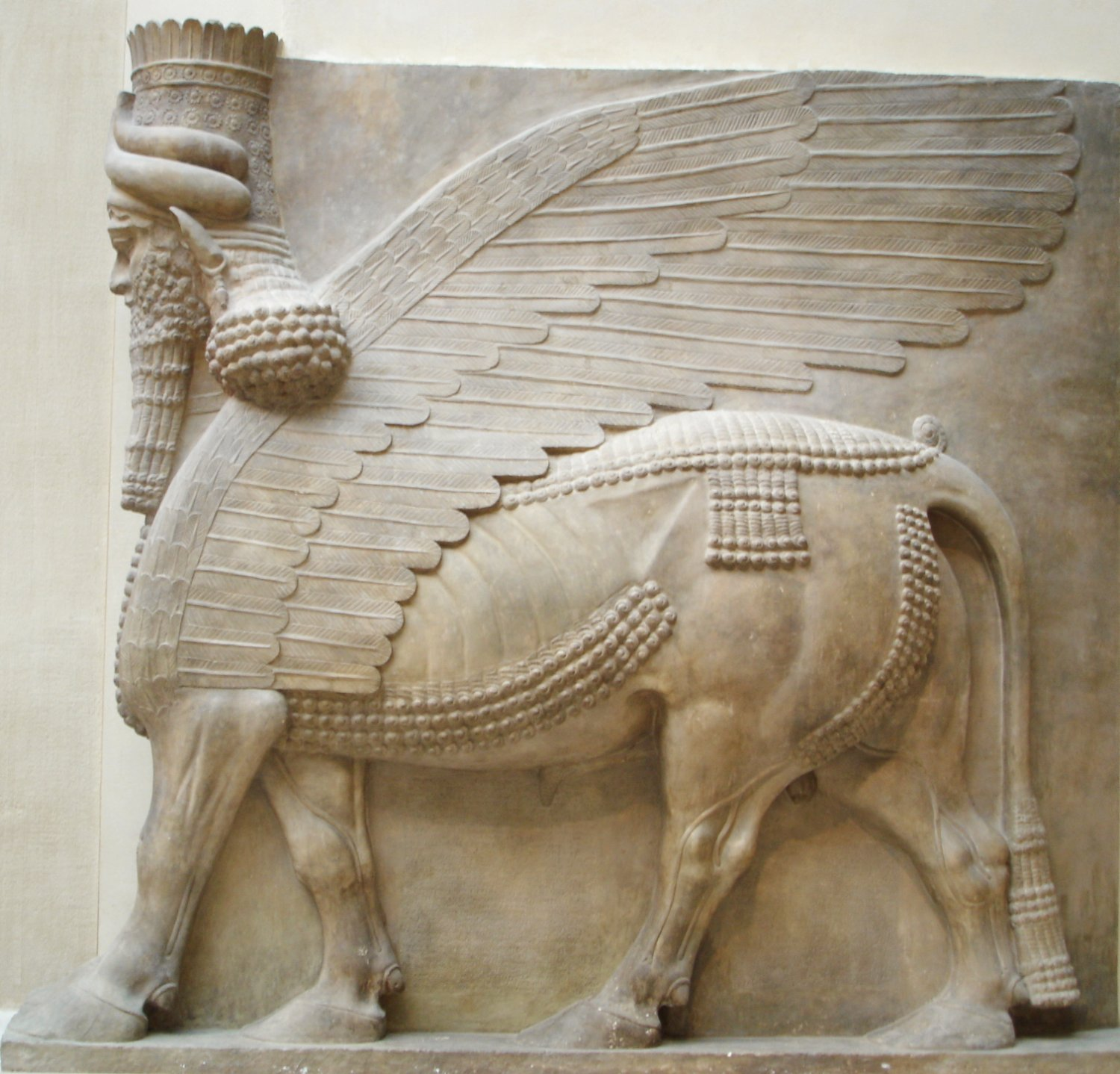
Lamassu

De Assyrische mythologie is zelden in geschreven vorm overgeleverd. Zij is echter schatplichtig aan de Babylonische voorbeelden (zie Babylonische mythologie), daar de Babylonische cultuur en literatuur op de Assyrische elite een grote invloed had. De staats- en weergod Assur, die nauw met de koning van Assur was verbonden, was in het bijzonder belangrijk. Assur nam dan ook in het Assyrische scheppingsverhaal de rol van Marduk in. Andere belangrijke goden waren Ishtar – voor wie er een tempel in Ninive was met een lange traditie –, Ea – de tovenaar van de goden –, de stormgod Adad en Nabu, de zoon van de Babylonische god Marduk en patroon van de schrijvers.

## Referentie
- Mythologie – Götter Helden Mythen, Parragon, 2004.

Mythologie van A tot Z · Categorie